# Micarê Goiânia
Micarê Goiânia é o maior evento de carnaval fora de época realizado na cidade brasileira de Goiânia, capital de Goiás e em toda a Região Centro-Oeste do Brasil. O evento reúne vários músicos conhecidos de axé, e na edição de 2009 o evento reuniu mais de 60 mil pessoas.